# Весёлый Подол (Новониколаевский сельский совет)
Весёлый Подол (укр. Веселий Поділ) — село в Новобугском районе Николаевской области Украины.
Население по переписи 2001 года составляло 176 человек. Почтовый индекс — 55630. Телефонный код — 5151. Занимает площадь 0,44 км².

## Местный совет
55630, Николаевская обл., Новобугский р-н, с. Новониколаевка, ул. Центральная